# Strange Frontier
Albums de Roger Taylor
Fun in Space
(1981) Happiness?
(1994)
Strange Frontier est le deuxième album studio solo de Roger Taylor, batteur de Queen, sorti en 1984. 
Cet album a eu plus de succès que le précédent. Il comprend deux reprises (de Bruce Springsteen et Bob Dylan). Bien que Taylor, une fois encore, joue de tous les instruments (batterie, guitare, basse et clavier) et chante toutes les chansons, plusieurs autres personnes sont intervenues sur l'album  : le producteur David Richards (au synthétiseur et au piano), Rick Parfitt des Status Quo (à la guitare rythmique sur It's an Illusion) ainsi que John Deacon (à la basse sur It's an Illusion et au mixage) et Freddie Mercury (aux claviers et dans les chœurs).

## Titres de l’album
Toutes les chansons ont été écrites et composées par Roger Taylor sauf mention contraire.
1. Strange Frontier - 4:16
2. Beautiful Dreams - 4:23
3. Man on Fire - 4:05
4. Racing in the Street (Bruce Springsteen) - 4:28
5. Masters of War (Bob Dylan) - 3:51
6. Killing Time - 4:58
7. Abandonfire (Taylor/ David Richards) - 4:12
8. Young Love - 3:22
9. It's an Illusion (Taylor/ Rick Parfitt) - 4:03
10. I Cry for You (Taylor/ David Richards) - 4:16

## Classements

### Album
| Classement 1984 | Position |
| --------------- | -------- |
| Royaume-Uni     | 30       |

### Singles
Man On Fire
| Classement 1984 | Position |
| --------------- | -------- |
| Royaume-Uni     | 66       |

Strange Frontier
| Classement 1984 | Position |
| --------------- | -------- |
| Royaume-Uni     | 98       |

## Crédits
- Roger Taylor : chant, batterie, claviers, guitare basse, guitares
- David Richards : claviers
- Freddie Mercury : Chœurs sur Killing Time
- Rick Parfitt : guitare sur It's an Illusion
- John Deacon : guitare basse sur It's an Illusion
- Brian May : guitare rythmique